# Whitney Straight
Whitney Willard Straight, britanski dirkač, pilot in poslovnež, * 6. november 1912, New York, ZDA, † 5. april 1979, Fulham, Anglija, Združeno kraljestvo.
Whitney Straight se je rodil 6. novembra 1912 v New Yorku. Leta 1925 se je družina po smrtni očeta preselila v Anglijo. Tam se je začel zanimati za dirkanje, s katerim je resneje začel v sezoni 1933. Osvojil je četrto mesto na dirki Grand Prix de la Marne, drugi mesti na Veliki nagradi Švedske in Veliki nagradi Albija, enajsto mesto na prvenstveni dirki za Veliko nagrado Italije, četrto mesto na dirki za Veliko nagrado Monze in prvo pomembnejšo zmago na dirki Mountain Championship.
Sezono 1934, v kateri je nastopal z lastnim moštvom Team Whitney Straight z modro obarvanimi dirkalniki Maserati 8CM, je začel s sedmim mestom na prvenstveni dirki za Veliko nagrado Monaka, četrti je bil na Veliki nagradi Casablance in Veliki nagradi Montreuxa, drugi na Veliki nagradi Vichyja, tretji na dirki Grand Prix du Comminges, osmi na prvenstveni dirki za Veliko nagrado Italije, ob koncu sezone pa je zmagal na dirkah Donington Park Trophy, Mountain Championship in Veliki nagradi Južne Afrike. Ko mu za sezono 1935 ni uspelo kupiti dirkalnika Auto Union in ker je ženi obljubil dirkaško upokojitev, je pred sezono 1935 zaključil s svojo kratko dirkaško kariero. Umrl je leta 1979 v Fulhamu.